# Artistic License
Die Artistic License ist eine OSI-konforme Freie-Software-Lizenz, die vor allem von Perl und den meisten seiner Module in Verbindung mit der GPL als duale Lizenz benutzt wird. Da sie es erlaubt, Derivate unter eine andere restriktivere Lizenz zu stellen, zählt sie zu den BSD-artigen Software-Lizenzen. Während Version 1.0 nur von der OSI-zertifiziert wurde, so ist die Version 2.0 auch FSF-konform.

## Bestimmungen
1. Es ist erlaubt, die Software oder den Code zu ändern, wenn mindestens eine dieser Bedingungen eingehalten wird:
  1. Die Veränderungen werden Public Domain oder auf andere Weise frei erhältlich gemacht
  2. Die Modifikationen werden nur in der eigenen Firma verwendet
  3. Alle Nicht-Standard Executables werden so benannt, dass die Namen nicht mit denen von Standard-Software kollidieren
  4. Etwas anderes wird mit dem Copyright-Inhaber vereinbart.
2. Es ist erlaubt, die Software zu verbreiten, wenn mindestens eine der folgenden Bedingungen eingehalten wird:
  1. Es wird eine Standard-Version des Pakets zusammen mit einem Hinweis verbreitet, wo das Paket erhältlich ist.
  2. Der Source-Code mit sämtlichen gemachten Modifikationen wird mitgeliefert
  3. Alle Nicht-Standard-Executables werden zusammen mit den Standard-Versionen mitgeliefert. Außerdem müssen die Änderungen in man-Pages oder einem ähnlichen Medium dokumentiert sein.
  4. Etwas anderes wird mit dem Copyright-Inhaber vereinbart.
3. Es ist erlaubt, für die Verbreitung des Pakets eine angemessene Gebühr zu verlangen. Es ist jedoch nicht erlaubt, für das Paket selbst Geld zu verlangen. Es ist auch erlaubt, das Paket zusammen mit einer größeren Software (möglicherweise kommerziell) zu verbreiten, solange nicht behauptet wird, das Paket stamme von einem selbst, wenn man nicht der Copyright-Inhaber ist.
4. Skripts oder Libraries als Input oder Output in/aus dem Paket fallen nicht unter die Lizenz und können kommerziell vertrieben werden.
5. C- oder Perl-Subroutinen, die zum Paket dazugelinkt werden, gehören nicht zum Paket.
6. Der Name des Copyright-Inhabers darf nicht ohne schriftliche Erlaubnis zu Marketingzwecken verwendet werden.
7. Das Paket wird als "As is", also ohne Garantien, verteilt.

### Bemerkungen
1. Paket bezieht sich auf eine Ansammlung von Dateien, welche vom Lizenzgeber vertrieben wurde, und auf Derivat-Pakete, die auf dieser basieren.
2. Standard-Version bezieht sich auf ein Paket, welches sich im vom Lizenzgeber ausgelieferten Zustand befindet (also nicht geändert wurde) oder auf dessen Wunsch editiert wurde.